# Tadashi Nakayama
Tadashi Nakayama, auch Tadasi Nakayama, Tadasi Nakamura (jap. 中山 正, Nakayama Tadashi; * 26. Juli 1912 in der Präfektur Tokio; † 5. Juni 1964 in Nagoya) war ein japanischer Mathematiker, der sich mit Algebra beschäftigte.

## Leben und Wirken
Tadashi Nakayama machte 1935 seinen Abschluss an der Universität Tokio. Algebra scheint er im Selbststudium aus dem Buch des Emmy-Noether-Schülers Kenjiro Shoda gelernt zu haben. 1935 wurde er Forscher und 1937 Assistenzprofessor an der Universität Osaka. 1937 bis 1939 war er am Institute for Advanced Study in Princeton, wo er Richard Brauer, Emil Artin, Claude Chevalley und Cecil J. Nesbitt traf. Besonders wurde er durch Brauer beeinflusst, den er zweimal in Toronto besuchte und der ihn zur Beschäftigung mit der Darstellungstheorie hinführte. 1941 wurde er an der Universität Osaka promoviert. 1942 war er Assistenzprofessor und 1944 Professor an der Universität Nagoya. 1948/49 war er an der University of Illinois, 1953 bis 1955 an der Universität Hamburg und 1955/56 nochmals am Institute for Advanced Study. Er starb an den Folgen einer Tuberkulose-Erkrankung, die er schon vor 1937 hatte, aber damals verschwieg, um ins Ausland reisen zu können.
Nakayama arbeitete über modulare Darstellungen der symmetrischen Gruppen, Galoistheorie der Ringe und Quasi-Frobenius-Ringe. Er war auch an Klassenkörpertheorie interessiert (1952 führte er dort mit  Gerhard Hochschild eine Kohomologie ein) und soll sich in den Jahren vor seinem Tod intensiv in die revolutionären Neuerungen der algebraischen Geometrie von Alexander Grothendieck und seiner Schule eingearbeitet haben, was seinen Gesundheitszustand verschlechterte. Nach ihm ist das Lemma von Nakayama in der kommutativen Algebra benannt.
Mit Gorō Azumaya schrieb er ein fortgeschrittenes Buch über Algebra, in dem sie auch viele ihrer Resultate darstellten.
1949 gewann er mit seinem wissenschaftlichen Kollaborator Gorō Azumaya den Preis Chūnichi Bunkashō der Zeitung Chūnichi Shimbun. 1954 gewann er den Preis der japanischen Akademie der Wissenschaften Nippon Gakushiin-shō. Ab 1963 war er Mitglied der japanischen Akademie der Wissenschaften.

## Schriften

### Bücher
- 局所類体論 (Lokale Klassenkörpertheorie), 岩波書店, 1935 (japanisch)
- 束論 (Verbandstheorie), 岩波書店, 1944 (japanisch)
- 代数系と微分: 代数学よりの二三の話題 (Algebraische Struktur und Derivation), 河出書房, 1948 (japanisch)
- 集合・位相・代数系 (Menge, Topologie, algebraische Struktur), 至文堂, 1949 (japanisch)
- mit Gorō Azumaya: 代数学II: 環論 (Algebra II: Ringtheorie), 岩波書店, 1954 (japanisch)
- mit Akira Hattori: ホモロジー代数学 (Homologische Algebra), 共立出版, 1957 (japanisch)

### Artikel
- Ein Satz über p-adische Schiefkörper (12. April 1934), Proceedings of the Imperial Academy 10, 1934, S. 198–199, doi:10.3792/pia/1195580638
- mit Kenjiro Shoda: Über das Produkt zweier Algebrenklassen mit zueinander primen Diskriminanten (12. Oktober 1934), Proceedings of the Imperial Academy 10, 1934, S. 443–446, doi:10.3792/pia/1195580561
- Über die Definition der Shodaschen Diskriminante eines normalen einfachen hyperkomplexen Systems (12. Oktober 1934), Proceedings of the Imperial Academy 10, 1934, S. 447–449, doi:10.3792/pia/1195580562
- A remark on representations of groups (30. Oktober 1937), Bulletin of the AMS 44, 1938, S. 233–235, doi:10.1090/S0002-9904-1938-06723-7 (englisch)
- mit Cecil J. Nesbitt: Note on symmetric algebras (21. März 1938), Annals of Mathematics 39, Juli 1938, S. 659–668 (englisch)
- On Frobeniusean algebras (englisch; Dissertation)
  - I (2. Februar 1939), Annals of Mathematics 40, Juli 1939, S. 611–633, doi:10.2307/1968946
  - II (13. Juli 1939), Annals of Mathematics 42, Januar 1941, S. 1–21, doi:10.2307/1968984
  - III (13. Juni 1941), Japanese Journal of Mathematics 18, 1942, S. 49–65.
- Note on uni-serial and generalized uni-serial rings (12. Juli 1940), Proceedings of the Imperial Academy 16, 1940, S. 285–289, doi:10.3792/pia/1195579089 (englisch)
- A remark on finitely generated modules (15. Mai 1951), Nagoya Mathematical Journal 3, 1951, S. 139–140 (englisch; Nakayama-Lemma)
- Class group of cohomologically trivial modules and cyclotomic ideals (13. Dezember 1963), Acta Arithmetica 9, 1964, S. 245–256 (englisch)